# Ракетні катери типу «Краль»
Тип «Краль»  — це клас двох ракетних катерів, один з яких був на замовлення ВМС Югославії, а другий — після розпаду Югославії — для ВМС Хорватії. Станом на 2023 рік обидва кораблі залишаються в строю.
Хорватською мовою «краль» означає «король» - обидва представники типу названі на честь історичних королів Хорватії.

## Розвиток проєкту і будівництво
Тип «Краль» був розроблений Корабельним Інститутом із Загреба для ВМС Югославії як наступник типу «Кончар». Проєкт було розпочато в 1980-х роках, але призупинено в 1989 році, щоб знову запустити його в 1991 році. Перший корабель у новому класі повинен був мати номер вимпелу RTOP-501 і називатися  «Сергій Машера» на честь офіцера Королівського ВМС Югославії, який загинув, підірвавши есмінець «Загреб», аби він не потрапив в руки італійців під час вторгнення країн Осі до Югославії. У деяких джерелах новий тип також називався типом «Кобра» або тип 400.
У порівнянні з попереднім типом  «Кончар», нові ракетні катери повинні були отримати довший корпус і повністю дизельну силову установку на відміну від попередників, які були оснащені силовою установкою CODAG. Новий тип також повинен був стати першим на службі в Югославії, який був би оснащений шведськими протикорабельними ракетами RBS-15, які були придбані в 1988 і 1989 роках. На початку Війни за незалежність Хорватії перший корабель типу наближався до завершення на верфі Кралєвиця. Недобудований корабель був захоплений хорватськими військами й згодом був прийнятий до складу ВМС Хорватії як «Краль Петар Крешимир IV» (RTOP-11). Другий, трохи модифікований катер був закладений Хорватією в 1990-х роках і введений в експлуатацію на початку 2000-х років як «Краль Дмитар Звонімир»  (RTOP-12).